# My Friends Over You
«My Friends Over You» es una canción de la banda de pop punk estadounidense New Found Glory, lanzado a través de MCA Records y Drive-Thru Records el 22 de julio de 2002 como el primer sencillo de su tercer álbum de estudio Sticks and Stones (2002). En los Estados Unidos, la canción alcanzó el puesto número 85 en el Billboard Hot 100 y el número 5 en la lista Modern Rock Tracks. En el Reino Unido, alcanzó el puesto número 30.

## Antecedentes
"My Friends Over You" está acreditada a los cinco miembros de la banda: Jordan Pundik (voz), Chad Gilbert (guitarra), Ian Grushka (bajo), Steve Klein (guitarra rítmica) y Cyrus Bolooki (batería). El grupo casi había terminado de grabar su tercer álbum, Sticks and Stones, antes de decidir desarrollar una canción que pudiera igualar la popularidad de su sencillo anterior, "Hit or Miss". Fue la última canción escrita para el álbum y evolucionó de un solo riff a una canción completa en un día o dos.
La letra de la canción gira en torno a una relación en la que uno de los miembros elige a sus amigos cercanos en lugar del romance. "Estás con una chica y ella quiere dar el siguiente paso. Y aunque piensas que la chica es increíble y te diviertes mucho con ella, debido a experiencias en el pasado con otras relaciones y cosas que están sucediendo en tu vida en este momento, simplemente no estás listo para dar ese paso", dijo Gilbert. Jon Wiederhorn de MTV describió la historia como "recuerdos angustiosos de adolescencia sobre relaciones incómodas y presión de grupo".

## Video musical
El video musical de la canción, fue dirigido por los Malloys y muestra a la banda tocando en un escenario frente a una audiencia en vivo. Incluye muchos chistes, que van desde "Chicas típicas de video" hasta la banda tocando la canción con cabezas gigantes animadas. El video también incluye un cameo de los tres miembros de Transplants (Travis Barker, Tim Armstrong y Rob Aston), Toby Morse de H2O y Brody Dalle de Distillers. Fue el último video reproducido en MuchUSA antes del cambio a Fuse. La escena después del segundo estribillo donde el guitarrista Chad Gilbert se mueve muy rápido mientras el resto de la banda se congela es una parodia del video "Toxicity" de System of a Down.

## Lista de canciones
Sencillo CD
1. "My Friends Over You"
2. "It's Been a Summer"

Versión Reino Unido #1
1. "My Friends Over You"
2. "Sucker" (en vivo en Londres)
3. "Hit or Miss" (en vivo en Londres)
4. "My Friends Over You" (video musical)

Versión Reino Unido #2
1. "My Friends Over You"
2. "Eyesore" (en vivo en Londres)
3. "Dressed to Kill" (en vivo en Londres)

## Posicionamiento en lista
| Lista (2002)                           | Posición |
| -------------------------------------- | -------- |
| Canada (Nielsen SoundScan)             | 11       |
| Escocia (Scottish Singles Sales Chart) | 30       |
| Estados Unidos (Billboard Hot 100)     | 85       |
| Estados Unidos (Alternative Airplay)   | 5        |
| Reino Unido (UK Singles Chart)         | 30       |
| Reino Unido (UK Rock & Metal)          | 4        |